# Árabe moslawi
O árabe moslawi (também conhecido como árabe mesopotâmico qeltu ou árabe mesopotâmico setentrional) é uma variante do árabe mesopotâmico falada ao norte do Iraque, além de partes do oeste do Irã, do norte da Síria e do sudeste da Turquia (na região oriental mediterrânea, na região do sudeste da Anatólia e na Região da Anatólia Oriental). Como outras variantes do árabe mesopotâmico e do árabe levantino, o moslawi apresenta sinais de subtrato aramaico. O moslawi pode ser dividido em outros grupos principais de dialetos: em árabe anatólio, em árabe cipriota-maronita e em árabe judaico-iraquiano.